# خيسوس أوربينا
خيسوس أوربينا (بالإسبانية: Jesús Urbina) هو لاعب كرة قدم مكسيكي في مركز حراسة المرمى، ولد في 3 مارس 1983 في مونتيري في المكسيك. لعب مع تيغريس أونال.

## وصلات خارجية
- خيسوس أوربينا على موقع قاعدة بيانات كرة القدم.إي يو (الإنجليزية)
- خيسوس أوربينا على موقع Soccerway.com (الإنجليزية)
- خيسوس أوربينا على موقع AS.com (الإسبانية)